# Italiens herrlandslag i ishockey
Italiens herrlandslag i ishockey representerar Italien i ishockey för herrar. Första matchen spelades den 14 mars 1924 i Milano, och förlorades med 1-7 mot Sverige.
Efter att ha pendlat mellan världsmästerskapets B- och C-grupper under 1970-talet och tillbringat större delen av 1980-talet, frånsett A-gruppsbesöken 1982 och 1983, i B-gruppen, etablerade man sig under 1990-talet i A-gruppen. 2003-2005 spelade man i VM:s Division I, för att därefter återigen nå A-gruppen. I världsmästerskapet 2008 slutade man dock sist i A-gruppen, och hamnade återigen i Division I.

## VM-statistik

### 1930-2006
| Världsmästerskapsturneringar | Matcher | Segrar | Oavgjorda | Förluster | Gjorda mål | Insläppta mål | Poäng |
| ---------------------------- | ------- | ------ | --------- | --------- | ---------- | ------------- | ----- |
| A-VM                         | 131     | 37     | 20        | 74        | 289        | 505           | 94    |
| B-VM/Division I              | 144     | 70     | 12        | 62        | 614        | 553           | 152   |
| C-VM/Division II             | 36      | 28     | 4         | 4         | 282        | 72            | 60    |
| D-VM/Division III            | 0       | 0      | 0         | 0         | 0          | 0             | 0     |

### 2007-
| Världsmästerskapsturneringar | Matcher | Segrar | Förluster | Sudden deaths-/Straffläggningssegrar | Sudden deaths-/Straffläggningsförluster | Gjorda mål | Insläppta mål | Poäng |
| ---------------------------- | ------- | ------ | --------- | ------------------------------------ | --------------------------------------- | ---------- | ------------- | ----- |
| VM                           | 38      | 2      | 32        | 2                                    | 2                                       | 45         | 159           | 12    |
| Division I                   | 24      | 16     | 6         | 2                                    | 0                                       | 74         | 37            | 52    |
| Division II                  | 0       | 0      | 0         | 0                                    | 0                                       | 0          | 0             | 0     |
| Division III                 | 0       | 0      | 0         | 0                                    | 0                                       | 0          | 0             | 0     |

- ändrat poängsystem efter VM 2006, där seger ger 3 poäng istället för 2 och att matcherna får avgöras genom sudden death (övertid) och straffläggning vid oavgjort resultat i full tid. Vinnaren får där 2 poäng, förloraren 1 poäng.

## Profiler

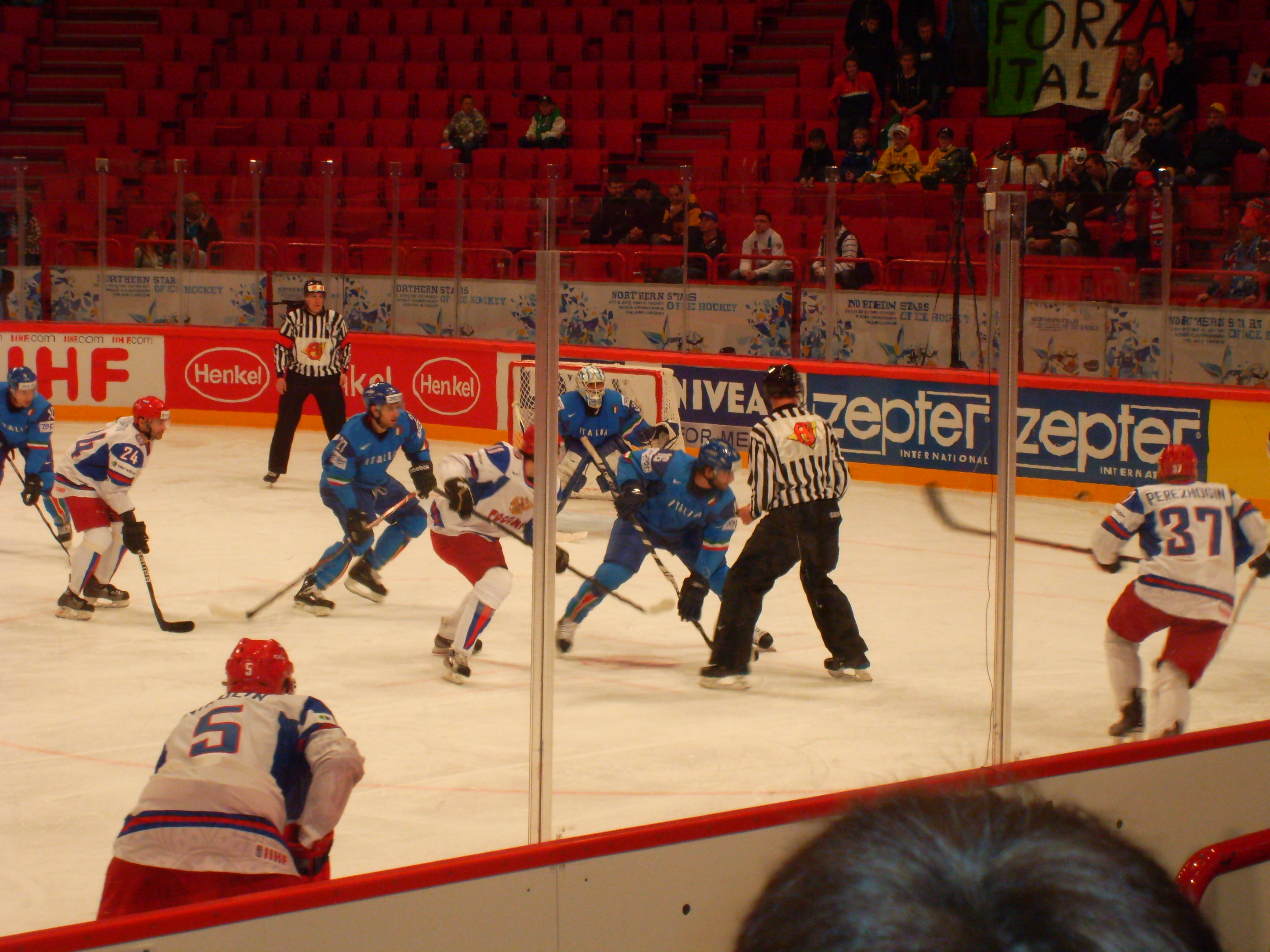
Match mellan Italien mot Ryssland i världsmästerskapet 2012.

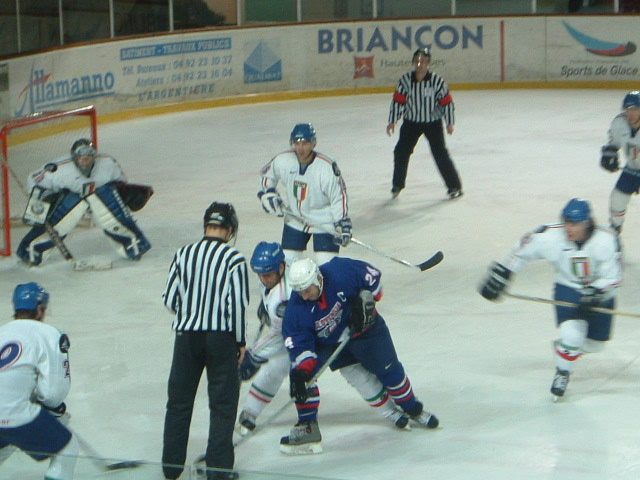
Italien i vita tröjor mot Slovakien i blå tröjor vid Euro Ice Hockey Challenge, november 2003.

- Daniel Bellissimo
- Giulio Scandella
- Jason Muzzatti